# كانساس سيتي ستيرز
كانساس سيتي ستيرز هو فريق كرة سلة أمريكي أٌسس عام 1961.